# Spodnje Laže
Spodnje Laže este o localitate din comuna Slovenske Konjice, Slovenia, cu o populație de 138 de locuitori.